# Philipp Wilhelm Jung

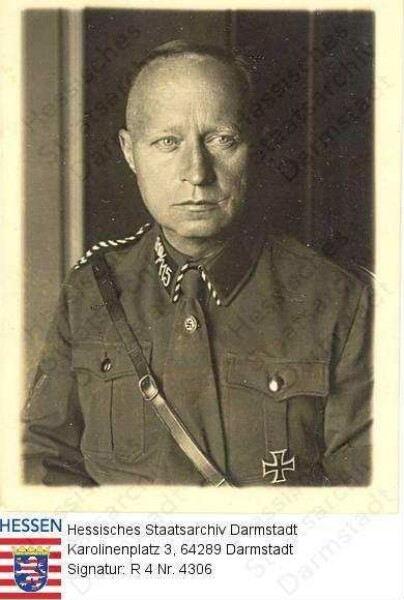
Philipp Wilhelm Jung (1932)

Philipp Wilhelm Jung (* 16. September 1884 in Nieder-Flörsheim; † 9. September 1965 in Worms) war ein deutscher nationalsozialistischer Politiker. Er war von 1940 bis 1943 Bürgermeister der Stadt Wien.

## Leben bis zum Ersten Weltkrieg
Philipp Wilhelm Jung war der Sohn des Volksschullehrers Adam Jung und dessen Frau Katharina geborene Weyerhäuser. Er besuchte das Gymnasium in Worms und studierte ab 1906 Rechtswissenschaften in Heidelberg, München und Gießen. Während seines Studiums wurde er 1903 Mitglied der Burschenschaft Frankonia Heidelberg. 1906 legte er das erste und nach dem Referendariat am 9. Dezember 1912 das zweite Staatsexamen ab und arbeitete danach als Rechtsanwalt in Worms. Am 30. September 1911 heiratete er in Heidelberg Stefanie Sofie, geborene Muxel.

## Kriegsdienst
Ab August 1914 war Jung Soldat im  Deutschen Heer. Zunächst war er als Zugführer im  2. Badischen Feld-Artillerie-Regiment Nr. 30 eingesetzt. Danach war er Adjutant bei einer Feldartillerie-Abteilung und bei einem Artilleriekommandeur an der Westfront. Ende 1916 bis zum Ende des Krieges am 11. November 1918 war er  Batterieführer. Er wurde mit beiden  Eisernen Kreuzen und der  Hessischen Tapferkeitsmedaille ausgezeichnet.

## Weimarer Republik
Nach dem Krieg arbeitete er wieder als Rechtsanwalt. 1926 wurde er in den Stadtrat von Worms gewählt. Seit 1927 war er ständiger Verteidiger des NSDAP-Gauleiters der Rheinpfalz, Josef Bürckel und Mitglied der SA, in der er später bis zum Brigadeführer aufstieg. Zum 1. Oktober 1930 trat er in die NSDAP ein (Mitgliedsnummer 317.336) und wurde 1931 NSDAP-Kreisleiter von Worms.
1931 wurde er in den Landtag des Volksstaates Hessen gewählt, in dem er 1931 bis 1933 die NSDAP-Fraktion führte.

## Zeit des Nationalsozialismus
Nach der „Machtergreifung“ der Nationalsozialisten wurde er 1933 Präsident des Hessischen Landtages. Nach der Absetzung von Wilhelm Ehrhard durch die Nationalsozialisten, denen dieser kritisch gegenüberstand, wurde Jung zum kommissarischen Oberbürgermeister der Stadt Mainz berufen. In seiner Amtszeit erfolgte die Entfernung des Befreiungsdenkmals vom Schillerplatz. Bereits im Mai wurde er von Robert Barth abgelöst.
Jung war ab März 1933 Staatsrat und anschließend ab 20. September 1933 ernannter Ministerpräsident des Volksstaates Hessen. Er löste in dieser Funktion Ferdinand Werner ab, der ebenfalls Mitglied der NSDAP war. Jung blieb bis zum 1. März 1935 Ministerpräsident, als der „Reichsstatthalter des Volksstaates Hessen“ Jakob Sprenger diese Funktion mitübernahm.
Anschließend war er Regierungspräsident der Saarpfalz, ehe er während des Zweiten Weltkrieges am 16. Mai 1940 als Bürgermeister Wiens eingesetzt wurde. Er löste in dieser Funktion am 14. Dezember 1940 Hermann Neubacher ab und wurde selbst am 30. Dezember 1943 durch Hanns Blaschke ersetzt. Vorausgegangen waren Konflikte Jungs mit dem Gauleiter Baldur von Schirach. Jung beantragte eine Versetzung als Offizier an die Front, die jedoch nicht erfolgte. Über die Tätigkeit Jungs 1943 bis Kriegsende ist nichts bekannt.

## Entnazifizierung und Nachkriegszeit
Philipp Wilhelm Jung und seine Frau wurden nach dem Kriegsende im Lager Kornwestheim inhaftiert und ihr Vermögen gesperrt. Seine Frau wurde im Rahmen der Weihnachtsamnestie am 12. November 1947, er selbst am 17. Juni 1948 aus der Haft entlassen. Im Spruchkammerverfahren wurde er als „Minderbelasteter“ eingestuft. Nachdem das Land Hessen ihm keine Pension als Regierungsrat hatte zahlen wollen, kam es zu einem Gerichtsverfahren beim Verwaltungsgericht Darmstadt, das mit einem Vergleich beendet wurde, der das Land zur Zahlung verpflichtete. Die Vermögenssperre wurde am 5. Juli 1950 aufgehoben. Mit Entscheidung des Ehrengerichtes der Rechtsanwaltskammer Frankfurt am Main vom 16. Mai 1951 wurde er wieder als Rechtsanwalt und Notar zugelassen und arbeitete in der Folge in diesem Beruf in Wald-Michelbach.